# Ventil
ventil [latinsko ventilare, ‘pihljati’]
1) ventil, strojništvo: vrsta zapore za uravnavanje (delno ali popolno zapiranje) 
pretoka tekočih snovi (plinov in kapljevin). V vodovodnih napeljavah 
uporabljamo prehodni ventil; ploščo (ventilski krožnik) vijačno vreteno pritiska 
ali odmika od okrogle odprtine; skoznjo iz ene smeri priteka tekočina. Če je 
ventil odprt, skozi izstopno odprtino tekočina odteka. Zapreti ga je mogoče s 
kolesom ali z ročico. Tak ventil omogoča le popolno zapiranje ali odpiranje toka. 
Dušilni ventil ima na krožniku še obroč, ki polagoma zmanjšuje tok in 
učinkoviteje uravnava pretok. Varnostni ventil se odpre, ko je tlak v napeljavi 
previsok (npr. nastanek pare v ogrevalnem sistemu) in spusti toliko tekočine, 
kolikor je je treba spustiti, da se tlak lahko ponovno zniža; zapira ga vzmet ali 
utež, s katero je mogoče nastaviti tlak za odpiranje. Samodejni ventil se odpre, 
če je razlika med tlakom pri vstopu in tlakom pri izstopu dovolj velika ali majhna. 
Nepovratni ventil prepušča tok samo v eno smer: tak je npr. vihralni ventil; pri 
tem odprtino prekriva tanka elastična plošča (iz jeklene pločevine ali gume), 
pritrjena tako, da se pri toku v eni smeri upogne stran od odprtine, v drugi pa 
pritisne ob rob in odprtino zatesni. Reducirni ventil zmanjšuje tlak pare ali plina 
v izstopni cevi; uporablja se npr. pri jeklenkah s plinom (za acetilensko varjenje, 
gospodinjski plin). Tlak nastavimo z vretenom (to potiska vzmet). 
Ventil v motorjih z notranjim zgorevanjem so gobaste oblike; s prirezanim robom 
se tesno prilegajo sesalni in izpušni odprtini v cilindrski glavi. Ekscentri na 
odmični gredi potiskajo stebla ventilov in v ustreznem trenutku odprejo plinom 
pot v zgorevalni prostor (ali iz njega); v mirovanje (zaprto) jih vračajo vzmeti. – 
Ventile krmilijo ročno z vreteni, strojno z odmikalnimi gonili, elektromagnetno, 
hidravlično ali pnevmatsko.
2) ventil, elektrotehnika: označitev za usmernik; v močnostni elektroniki so to 
diode, tiristorji in tranzistorji, ki delujejo kot električni »ventili«.
3) ventil, glasba: naprava pri trobilih, s katero spuščamo zrak v podaljške cevi: 
pri skrajšani cevi je ton višji, pri podaljšani nižji. Tako je mogoče zaigrati vse 
tone kromatične lestvice.